# 웻 핫 아메리칸 썸머
《웻 핫 아메리칸 썸머》(영어: Wet Hot American Summer)는 2001년 개봉한 미국의 풍자 코미디 영화이다. 데이비드 웨인이 감독하고 마이클 쇼월터와 공동으로 각본을 썼다. 이 영화는 1981년 여름 캠프 마지막날을 보내는 젊은이들을 묘사하며, 십대 섹스 코미디 영화 장르를 패러디하였다. 앙상블 캐스트로 저닌 거로펄로, 데이비드 하이드 피어스, 몰리 섀넌, 폴 러드, 크리스토퍼 멀로니, 마이클 쇼월터, 엘리자베스 뱅크스, 켄 머리노, 마이클 이언 블랙, 브래들리 쿠퍼, 에이미 폴러, 잭 오스, A. D. 마일스가 출연한다.
이 영화는 개봉 당시 평과 흥행 양면에서 실패했지만 그 이후 많은 사람들이 주목할 만한 작품으로 언급하면서 매니아층이 형성되었다.
넷플릭스는 2015년 7월 31일 영화 출연진이 그대로 주연을 맡은 8화 분량 프리퀄 시리즈 《웻 핫 아메리칸 썸머: 퍼스트 데이 오브 캠프》를 출시하며 프랜차이즈를 부활시켰다.

## 줄거리
영화는 1981년 메인주 워터빌 인근 캠프 파이어우드 여름 캠프 마지막날 하루를 그린다. 캠프 지도자들은 대부분 16살 학생들로 구성돼있다.
연극 강사 벤과 수지는 탤런트 쇼를 개최하기로 한다. 벤은 강사 매킨리와 사랑에 빠져 관계를 맺고, 베스가 주례를 보는 가운데 상징적으로 동성 결혼을 한다. 강사 쿱은 강사 케이티를 사랑하지만, 케이티에겐 인명구조원 남자친구 앤디가 있다. 앤디는 강사 린지 등과 바람피우며 무례한 태도를 지녔지만, 케이티는 현재 자신에게 중요한 건 오로지 성관계뿐이라며 끝내 잘생긴 앤디를 택한다.
캠프장 베스는 캠프 근처에서 휴가 중인 천체물리학 부교수 헨리에게 반해 접근하여 연인이 된다. 헨리는 너드인 캠프 참가자 몇 명과 과학 프로젝트를 진행하다가 그날 밤 스카이랩 일부가 궤도에서 벗어나 캠프장 어딘가로 떨어져 사상자를 낼 거라는 사실을 알게 된다. 헨리는 추락 예상 지점을 정확히 예측하는 추적 장치를 만들고 이 우주 쓰레기가 원 궤적에서 살짝 벗어나게 한다. 스카이랩 부품은 안전히 풑밭 위로 떨어진다.
동정인 강사 빅터는 문란한 애비에게서 첫 경험을 약속받지만 뜻하지 않게 여러 사고에 휘말리면서 기회를 놓친다. 공예 강사 게일은 수업 중에 신경 쇠약을 일으킨 뒤 아이들이 주도한 집단 심리 치료를 통해 용기를 얻고 전남편 론이 나타났을 때 그를 거절한다.
엔딩 크레디트가 끝나고 10년 뒤인 1991년에 캠프 파이어우드에서 재회한 지도자들 모습을 짧게 보여준다.

## 출연
- 저닌 거로펄로 - 베스 역
- 데이비드 하이드 피어스 - 헨리 뉴먼 교수 역
- 몰리 섀넌 - 게일 본클라이넌스타인 역
- 폴 러드 - 앤디 역
- 크리스토퍼 멀로니 - 진, 요리사, 베트남 전쟁 참전자 역
- 마이클 쇼월터 - 제럴드 "쿱" 쿠퍼버그 / 앨런 솀퍼 역
- 마거리트 모로 - 케이티 핀너티 역
- 켄 머리노 - 빅터 퓰랙 역
- 마이클 이언 블랙 - 매킨리 역
- 잭 오스 - J.J. 역
- A. D. 마일스 - 게리 역
- 에이미 폴러 - 수지 역
- 브래들리 쿠퍼 - 벤 역
- 머리사 라이언 - 애비 번스틴 역
- 케빈 서스먼 - 스티브, 외부인 역
- 엘리자베스 뱅크스 - 린지 역
- 조 로트룰리오 - 닐 역
- 주다 프리들랜더 - 론 본클라이넌스타인 역
- H. 존 벤저민 -  혼합 야채 통조림 역
- 기디언 제이컵스 - 에런 역

## 음악
1. "Jane" - 제퍼슨 스타십
2. "Juke Box Hero" - 포리너
3. "Backwards from Three" - 크레이그 웨드런 & 시어도어 셔파이로
4. "Wet Hot American Summer" - 크레이그 웨드런
5. "Love Is Alright Tonite" - 릭 스프링필드
6. "Danny's Song" - 로긴스 앤드 메시나
7. "Turn Me Loose" - 러버보이
8. "Beth" - 키스
9. "Day by Day" - 뮤지컬 "Godspell"에서
10. "Harden My Heart" - 쿼터플래시
11. "Higher and Higher" - 크레이그 웨드런 & 시어도어 셔파이로
12. "When It's Over" - 러버보이
13. "Wet Hot American Dream" - 피터 설렛
14. "Summer in America" - 미스터 블루 & 처브 록